# معركة سخيلده
كانت معركة سخيلده في الحرب العالمية الثانية عبارة عن سلسلة من العمليات العسكرية بقيادة الجيش الكندي الأول، مع الوحدات الكندية والبولندية والبريطانية كوحدات مرفقة، لفتح طريق الشحن إلى أنتويرب وذلك لاستخدام مينائها لتزويد الحلفاء بالمؤن في شمال غرب أوروبا. تحت قيادة الفريق الأول الكندي غاي سيموندز، وقعت المعركة في شمال بلجيكا وجنوب غرب هولندا في الفترة من 2 أكتوبر إلى 8 نوفمبر 1944.
قام مدافعو الفيرماخت المتجهزين جيدًا بتأخير تقدم القوات، وخلال هذا الوقت غمر الألمان المناطق الجافة في مصب سخيلده بالمياه، الذي أدى إلى إبطاء تقدم الحلفاء. بعد خمسة أسابيع من القتال العنيف، نجح الجيش الأول الكندي بتطهير سخيلده بعد العديد من الهجمات البرمائية وتجاوز للعقبات وحملات مكلفة على أرض مكشوفة، وتكبد الحلفاء 12,873 ضحية (نصفهم كندي).
وبعد ثلاث أسابيع من التخلص من خطر المدافعين الألمان، استطاعت القافلة الأولى التي تحمل إمدادات الحلفاء في 29 نوفمبر 1944 تفريغ حمولتها في أنتويرب وذلك التأخير بسبب ضرورة إزالة الألغام من الموانئ.

## خلفية
بدأ الحلفاء عقب اختراقهم (للدفاعات الألمانية) بعد النجاح في معركة نورماندي، بسلسلة من التقدمات السريعة في عمق فرنسا، بعيدًا عن طرقهم للإمدادات الأولية على طول الساحل الغربي لفرنسا.
كان الافتقار إلى خط إمداد قوي بما فيه الكفاية، بما في ذلك سعة كافية للميناء، هو العامل الرئيسي الذي يعيق تقدم الحلفاء. عندما سُيطر أخيرًا على ميناء بريست، كان مدمرًا للغاية لكي يستخدم، وكانت الموانئ الأخرى تحت سيطرة الألمان ومحصنة. احتاج الحلفاء إلى ميناء أنتويرب الكبير وكان اعتمادهم عليه.
وضعت الخطط الأولى لتحرير أوروبا من قبل الجيوش الإنجليزية الأمريكية، والتي أطلق عليها الاسم الحركي راوندأب (لم الشمل)، في ديسمبر 1941. وقد أكدوا أن ميناء أنتويرب سيكون ضروريًا لغزو ألمانيا، لأنه كان أكبر ميناء مياه عميقة بالقرب من ألمانيا يمكن أن يأمل الحلفاء في الاستيلاء عليه سليمًا. أنتويرب هو ميناء مياه عميقة داخلي متصل ببحر الشمال عبر نهر سخيلده. كان نهر سخيلده واسعًا بما يكفي وجُرِّف ليصبح بعمق كافٍ للسماح بمرور السفن العابرة للمحيطات، وكان النهر قريبًا من ألمانيا.
استولى اللواء الأبيض من المقاومة البلجيكية على ميناء أنتويرب قبل أن يتمكن الألمان من تفجير الميناء كما كانوا يخططون. في 4 سبتمبر، سُيطر على أنتويرب من قبل الفرقة المدرعة الحادية عشرة حيث كان مينائها سليمًا بنسبة 90٪. ولكن، قام الألمان بتحصين جزيرة فولخيرن بشدة عند مصب سخيلده الغربي، وأنشأوا حفرًا مدفعية محفورة جيدًا محصنة ضد الهجوم الجوي وتحكموا بذلك بالوصول إلى النهر. هذا الأمر جعل من المستحيل على كاسحات ألغام الحلفاء إزالة ألغام النهر الملغوم بكثافة. أمر أدولف هتلر الجيش الألماني الخامس عشر، الذي كان متمركزًا في منطقة باد كاليه ويسير في ذلك الوقت شمالًا إلى البلدان المنخفضة، للحفاظ على السيطرة على مصب نهر سخيلده، من أجل حرمان الحلفاء من استخدام ميناء أنتويرب. أصبح مونتغمري مدركًا لهذا في 5 سبتمبر، وذلك بفضل العملية الاستخباراتية ألترا. قام هتلر شخصيًا بتعيين موقع الجزيرة «حصن فولخيرن»، والتي أمر بالدفاع عنها لآخر رجل. تحصن في جزيرة فولخيرن مزيج من قوات كريغسمارينه والفيرماخت، مع حامية تتألف من كتيبة المدفعية البحرية الساحلية رقم 202، وكتيبة 810 البحرية المضادة للطائرات، وفوج الحصن 89، وقوات المشاة رقم 70 بقيادة الجنرال فيلهيلم داسر.
في 5 سبتمبر، نصح قائد القوات البحرية في إس إيتش إي أف (القيادة العليا لقوت الحلفاء)، الأدميرال السير بيرترام رامزي، مونتغمري بإعطاء الأولوية للسيطرة على مصب سخيلده، قائلًا إنه مادام مصب سخيلده في أيدي الألمان، فإنه من المستحيل على كاسحات ألغام البحرية الملكية إزالة الألغام العديدة في النهر، الأمر الذي يجعل من ميناء أنتويرب عديم الفائدة. من بين كبار قادة الحلفاء، فقط رامزي رأى أن غزو مدينة أنتويرب يعد أمرًا ضروريًا للحفاظ على التقدم في ألمانيا. في 6 سبتمبر 1944، قال مونتغمري للجنرال الكندي هاري كريرار: «أريد بولوني بشدة» وأخبره أنه يجب السيطرة على هذه المدينة على الفور دون أي اعتبار للخسائر. عند هذه المرحلة، كانت موانئ مثل شيغبورغ، التي سيطر عليها الأمريكيون في يونيو، بعيدة جدًا عن الخط الأمامي، ما تسبب في مشكلات لوجستية كبيرة للحلفاء.
من سبتمبر فصاعدًا، شارك الأدميرال رامزي بعمق في التخطيط للهجوم على «حصن فولخيرن». عُيِّن الكابتن بوغسلي من البحرية الملكية، الذي قام بإنزال اللواء السابع من الفرقة الكندية الثالثة فيما يعرف باليوم دي (إنزال النورماندي)، في مقر الجيش الكندي الأول للبدء بالاستعدادات. لو أن مونتغمري قد أمّن مصب نهر سخيلده في أوائل سبتمبر 1944 مثلما نصحه بشدة الأدميرال رامزي، لكان أنتويرب قد فُتح أمام النقل البحري للحلفاء في وقت أبكر، وكانوا أوقفوا هروب الجيش الألماني الخامس عشر من فرنسا. كجزء من خطة عملية الثبات، وهي خطة الخداع لعملية أوفرلورد، خدع الحلفاء الألمان للاعتقاد بأنهم سيهبطون في منطقة باد كاليه في فرنسا بدلاً من نورماندي، وبسبب ذلك، فقد عزز الفيرماخت باد كاليه بالجيش 15.
في 9 سبتمبر، كتب مونتغمري إلى المشير السير آلان بروك من هيئة الأركان العامة أن «ميناء باد كاليه واحد جيد» سيكون قادرًا على تلبية الاحتياجات اللوجستية للمجموعة الحادية والعشرين للجيش فقط. لاحظ مونتغمري أيضًا أن «ميناء باد كاليه واحد جيد» لن يكون كافياً للجيوش الأمريكية في فرنسا، ما أجبر أيزنهاور، إن لم يكن لأسباب أخرى غير اللوجستيات، على تأييد خطط مونتغمري لغزو شمال ألمانيا من قبل المجموعة الحادية والعشرين للجيش، في حالة فتح أنتويرب، يمكن تزويد جميع جيوش الحلفاء بالمؤن. كان مونتغمري يتطلع إلى الاستيلاء على برلين قبل أن يستولي الأمريكيون أو السوفييت على عاصمة الرايخ. أمر مونتغمري الجيش الكندي الأول بالاستيلاء على كاليه وبولوني ودنكيرك وتطهير سخيلده، وهي مهمة قال الجنرال كريرار إنها كانت مستحيلة لأنه لم يكن لديه قوات كافية لأداء كلتا العمليتين في وقت واحد. رفض مونتغمري طلب كريرار بتعيين الفيلق XII (12) البريطاني تحت قيادة الجنرال نيل ريتشي للمساعدة في تطهير سخيلده لأنه احتاج الفيلق 12 للعملية ماركت جاردن.
سُلط الضوء على أهمية السيطرة على الموانئ القريبة من ألمانيا مع تحرير مدينة لو هافر، التي عُينت لفيلق الجنرال جون كروكر الأول. للاستيلاء على لو هافر، خصص البريطانيون فرقتين من المشاة ولواءين للدبابات، معظم مدفعية الجيش البريطاني الثاني، «الأدوات» المدرعة المتخصصة التابعة للفرقة المدرعة 79 للجنرال بيرسي هوبارت، والسفينة الحربية إيتش أم أس وورسبايت والمونيتور إيتش أم إس إيريبس. في 10 سبتمبر 1944، بدأت عملية أستونيا عندما أسقطت قيادة قاذفات سلاح الجو الملكي 4,719 طنا من القنابل على لو هافر، وبعد ذلك هاجمها رجال كروكر، الذين استولوا على المدينة بعد يومين. كتب المؤرخ الكندي تيري كوب أن الالتزام بهذه الكمية من القوة النارية والرجال للسيطرة على مدينة فرنسية واحدة فقط قد «يبدو مفرطًا»، ولكن بحلول هذه المرحلة، احتاج الحلفاء بشدة إلى موانئ أقرب إلى الخط الأمامي للحفاظ على تقدمهم.